# وليام فريدريك دوق غلوستر وإدنبرة
الأمير وليام فريدريك دوق غلوستر وادنبره (بالإنجليزية: Prince William Frederick, Duke of Gloucester and Edinburgh)‏ (15 يناير 1776 - 30 نوفمبر 1834) كان حفيد الملك جورج الثاني وابن الملك جورج الثالث ملك المملكة المتحدة من زوجته الكونتيسه ماريا.

## عن حياته
ولد الأمير وليام على 15 يناير 1776، في روما وكان حفيد الملك جورج الثاني وابن الملك جورج الثالث ملك المملكة المتحدة من زوجته الكونتيسه ماريا..

## وفاته
توفي الأمير وليام في 30 نوفمبر 1834 في باجشوت بارك، ساري في إنجلترا عن عمر يناهز 58 سنة.